# Свадебная плётка
Свадебная плётка (мар. Сӱан лупш) — один из главных атрибутов марийской свадьбы. Оберег, защищающий дорогу, по которой предстоит пройти молодым, будущей семье.
В традиционной марийской свадьбе каждый участник наделён особыми полномочиями. Стражем порядка, следящим за соблюдением свадебных традиций, является шафер (савуш). Помахивая плеткой над своей головой во время плясок, он демонстрирует своё особое положение и отгоняет злых духов. Об этом сообщает звон маленького колокольчика на плётке. Савуш может «хорошенько огреть» нарушителей порядка. 
Перед выходом жениха и невесты из родительского дома, освещая и освобождая дорогу, шафер ударом плётки очищает дорогу. Также, проговаривая наставления и пожелания, он провожает молодожёнов к супружескому ложу. 
Наступив на сорок и одно зло, приняв сорок и одну доброту, свадебная плётка открывала дорогу молодым в светлое будущее.